# 蒙圣让 (埃纳省)
蒙圣让（法語：Mont-Saint-Jean，法語發音：[mɔ̃ sɛ̃ ʒɑ̃]）是法国上法蘭西大區埃纳省的一个市镇，属于韦尔万区。

## 地理
蒙圣让（49°47'23"N, 4°12'27"E）面积3.97 平方千米，位于法国上法蘭西大區埃纳省，该省份为法国北部内陆省份，北起北部省，西接索姆省和瓦兹省，东临阿登省和马恩省，西南至塞纳-马恩省，东北部与比利时接壤。
与蒙圣让接壤的市镇（或旧市镇、城区）包括：欧邦通、布吕讷阿梅勒、洛尼莱欧邦通、布朗什福斯和拜、阿纳普、吕米尼。

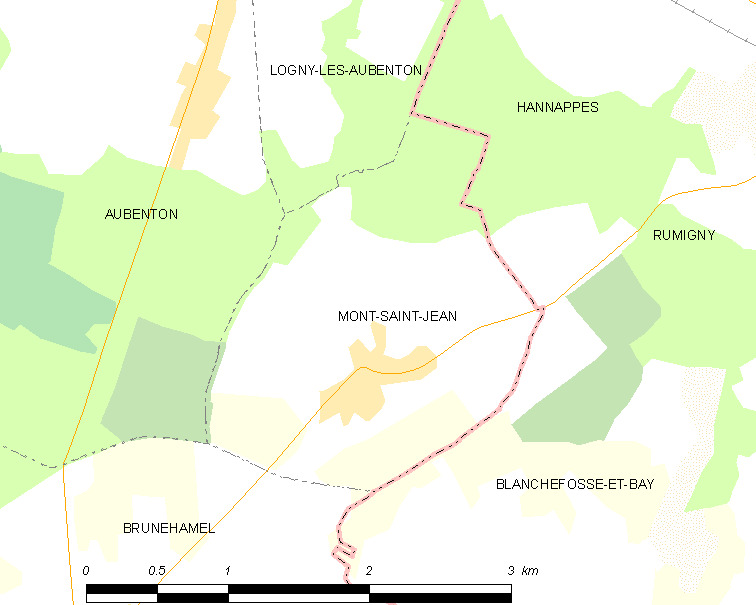
的OSM定位图

蒙圣让的时区为UTC+01:00、UTC+02:00（夏令时）。

## 行政
蒙圣让的邮政编码为02360，INSEE市镇编码为02522。

## 政治
蒙圣让所属的省级选区为伊尔松县。

## 人口

1962-2008年间人口变化图示

蒙圣让于2022年1月1日时的人口数量为81人。